# Макарон
Макаро́н (фр. macaron, /makaʁɔ̃/) — французское кондитерское изделие из яичных белков, сахара и молотого миндаля. Обычно делается в форме печенья; между двумя слоями кладут крем или варенье. Итальянское название maccarone/maccherone происходит от слова ammaccare — «разбить, раздавить», и является отсылкой к способу изготовления основного ингредиента, миндальной муки. Готовое изделие мягкое, с гладкой поверхностью, тает во рту. Разнообразно по вкусу.
О происхождении сладости идут споры. Larousse Gastronomique отмечает, что макароны появились во Франции, в аббатстве Кормери (фр.) в 791 году.
В 1830-е годы макароны подавали с ликёром, джемом и специями, а в современном виде они появились в кондитерской Ladurée, где придумали соединять два печенья между собой с помощью крема. В целом, рецепт различается в разных городах Франции; например в Амьене с XVI века используются фрукты, миндаль и мёд, а в лотарингском городе Нанси, по легенде, две монахини, сёстры Маргарита и Мари-Элизабет, придумали макарон, чтобы перехитрить строгие монастырские диетические правила (за что были прозваны «сёстрами Макарон»). 
Макароны продаются во французских и польских ресторанах McDonald’s; с 2010 года это печенье стало крайне популярным десертом в США, где его даже начали использовать в качестве самостоятельного пасхального подарка вместо традиционных шоколадных фигурок, и в Канаде; их версия известна в Японии.

## Метод приготовления
Существует два основных способа приготовления макарон — «французский» и «итальянский». Разница между ними заключается в способе приготовления безе.
По французскому методу яичные белки взбивают до тех пор, пока не образуются густые пики безе. Туда медленно добавляют просеянный молотый миндаль и сахарную пудру, медленно замешивая до достижения желаемой консистенции. Этот процесс смешивания называется макаронажем (фр. macaronage).
Итальянский метод включает взбивание яичных белков с горячим сахарным сиропом для образования безе. Просеянный миндаль и сахарную пудру также смешивают с яичными белками для образования пасты. Безе и миндальную пасту смешивают, образуя смесь макарон. Этот метод часто считается более конструктивным, но в то же время более сладким, и для сахарного сиропа также требуется конфетный термометр.
Итальянское или французское безе можно сочетать с молотым миндалем.
Макарон изготавливается путем объединения сахарной пудры и молотого миндаля в смесь. В отдельной миске яичные белки взбивают до консистенции, похожей на безе. Затем эти два элемента складываются вместе до тех пор, пока не приобретут консистенцию «пены для бритья», а затем через кондитерский пакет формируются меренги и выпекаются. Иногда добавляется начинка.

## Вариации

### Франция
Macarons d’Amiens (фр.), изготавливаемые в Амьене, представляют собой небольшие бисквитные макароны круглой формы, изготовленные из миндальной пасты, фруктов и мёда, и были впервые зарегистрированы в 1855 году.
Город Монморийон хорошо известен своими макарон (фр.) и имеет посвящённый им музей. «Rannou-Métivier» является старейшей пекарней макарон, построенной в 1920 году. Традиционный рецепт макарон остается неизменным уже более 150 лет.
Город Нанси в Лотарингии имеет легендарную историю макарон. Говорят, что настоятельница Ремирмонского монастыря основала орден монахинь под названием «Dames du Saint-Sacrement» со строгими правилами диеты, запрещающими употребление мяса. Двум монахиням, сестрам Маргарите и Марии-Элизабет приписывают создание макарон. Они стали известны как "Сёстры макарон («Les Soeurs Macarons»). В 1952 году город Нанси оказал им честь, назвав улицу, где был изобретён макарон, их именем.

### Япония
Макарон в Японии — популярное кондитерское изделие, известное как マカロン (макарон). Существует также другая версия макарон, которая заменяет арахисовую муку миндалем и ароматизатором в стиле Вагаси. Макарон представлен в японской моде в виде аксессуаров для мобильных телефонов, наклеек и косметики.

### Швейцария
В Швейцарии Люксембургерли — это бренд кондитерских изделий, производимых в Confiserie Sprüngli в Цюрихе, Швейцария. Люксембургерли — это макарон, состоящий из двух дисков миндального безе с начинкой из  сливочного масла, хотя также доступны разные вкусы. Люксембургерли меньше и легче, чем макароны многих других производителей.

### США
Кондитеры в США немного изменили рецепт классического печенья, чтобы включить в него более традиционные для американцев вкусы. Вкусы макарон, доступных в США, как известно, включают мятную шоколадную стружку, арахисовое масло и желе, сникерс, персиковое шампанское, фисташки, клубничный чизкейк, конфетную кукурузу, соленый крендель, шоколадное арахисовое масло, овсяный изюм, сахарный тростник, корицу, кленовый бекон, тыкву и соленый карамельный попкорн.

## Популярность
В Париже сеть кондитерских Ladurée известна своими макаронами уже около 150 лет.
В Португалии, Австралии, Франции, Бельгии и Швейцарии McDonald’s продает макароны в своих McCafés (иногда используя рекламу, которая сравнивает форму макарон с гамбургером). Макароны McCafé производятся компанией Château Blanc, которая, как и Ladurée, является дочерней компанией Groupe Holder, но не использует тот же рецепт макарон.